# Hisao Kuramata
Hisao Kuramata (født 1. december 1958) er en tidligere japansk fodboldspiller og træner.
Han har spillet for flere forskellige klubber i sin karriere, herunder NKK.
Han har tidligere trænet FC Tokyo.